# 역전사 중합효소 연쇄 반응

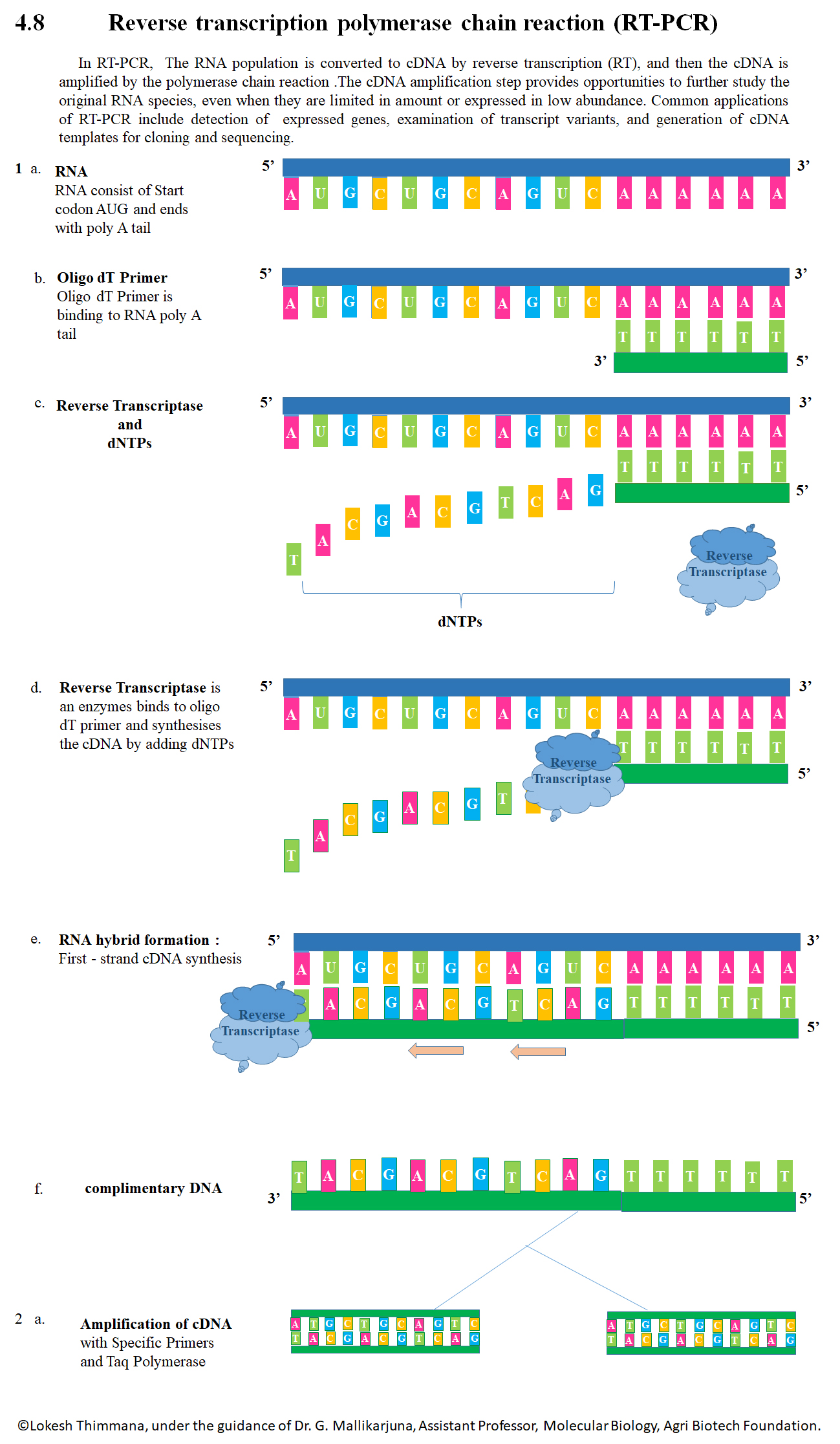
RT-PCR

역전사 중합효소 연쇄 반응(영어: reverse transcription polymerase chain reaction, RT-PCR)은 중합효소 연쇄 반응(polymerase chain reaction, PCR)의 변형으로, 증폭 과정을 통해 많은 수의 DNA 서열을 만들기 위해 분자생물학에서 일반적으로 사용하는 실험 기법이다. 그러나 역전사 중합효소 연쇄 반응에서는 RNA가 먼저 역전사 효소에 의해 역전사되어 cDNA를 만들고, 만들어진 cDNA가 기존의 중합효소 연쇄 반응이나 실시간 중합효소연쇄반응을 통해 증폭된다.

## 분류
결합된 RT-PCR 및 qPCR 기술은 정량적 RT-PCR 또는 실시간 RT-PCR(때로는 정량적 실시간 RT-PCR라고도 함)으로 설명되며 다음과 같이 다양한 약어로 기술된다. qRT-PCR, RT-qPCR, RRT-PCR, 및 rRT-PCR. 혼동을 피하기 위해 다음 약어가 이 문서 전체에서 일관되게 사용된다.
모든 저자, 특히 초기 저자가 이 규칙을 사용하는 것은 아니기에 이 문서를 읽고 나서 링크를 따라갈 때 주의해야 한다. RT-PCR은 실시간 PCR(qPCR) 및 역전사 PCR(RT-PCR)을 모두 나타내는 데 사용되었다. 이 내용은 영어 약자를 이용한 것이기에 원문을 그대로 사용하였다.
| 기술                                                                        | 악자    |
| --------------------------------------------------------------------------- | ------- |
| 중합효소 연쇄 반응 (polymerase chain reaction)                              | PCR     |
| 역전사 중합효소 연쇄 반응 (reverse transcription polymerase chain reaction) | RT-PCR  |
| 실시간 중합효소 연쇄 반응 (real-time polymerase chain reaction)             | qPCR    |
| RT-PCR / qPCR 결합 기술 (RT-PCR / qPCR combined technique)                  | qRT-PCR |

## 역사
1977년 도입된 이후 Northern blot은 아래와 같은 단점에도 불구하고 RNA 정량화에 광범위하게 사용되었다.
1. 시간이 많이 소모되는 기술이다.
2. 검출을 위해 좋은 퀄리티의 RNA가 필요하다.
3. '적은 양의 RNA'라는 값이 정량적으로 부정확하다.[8][9]

그러나 PCR이 1983년 Kary Mullis에 의해 발명된 이후 RT PCR은 RNA 검출 및 정량화를 위한 선택 방법으로 Northern blot을 대체했다.
RT-PCR은 다음과 같은 몇 가지 이유로 RNA 수준의 검출 및 비교를 위한 벤치마크 기술로 부상했다.
1. PCR 후 처리가 필요하지 않다.
2. RNA 풍부도의 넓은 범위(>107배)를 측정할 수 있다.
3. 정성적 데이터와 정량적 데이터 모두에 대한 통찰력을 제공한다.[3]

단순성, 특이성 및 감도로 인해 RT-PCR은 와인의 효모 세포 정량화와 같은 간단한 실험에서 조류 독감 바이러스 및 SARS, COVID-19와 같은 감염원을 검출하기 위한 진단 도구로서의 보다 복잡한 용도에 이르기까지 광범위한 응용 분야에 사용된다.

## 특징
이론적으로 거의 모든 유전자의 전사체를 탐지하는 것을 가능하게 했다. 샘플 증폭을 가능하게 하고 노던 블롯 분석을 사용할 때 초기 재료가 풍부하지 않아도 된다. 프라이머에 걸쳐 있는 RNA가 손상되지 않는 한, RNA 분해에 대한 내성을 가진다.

## 실험 과정
RT-PCR에서 RNA 주형은 먼저 역전사효소(RT)를 사용하여 상보적 DNA(cDNA)로 변환된다. 그런 다음 cDNA는 PCR을 사용하여 지수 증폭을 위한 템플릿으로 사용된다. RNA 전사체의 검출을 위한 RT-PCR의 사용은 중요한 방식으로 유전자 발현 연구에 큰 영향을 끼쳤다.

## 비교

### 1단계 RT-PCR 대 2단계 RT-PCR
1단계 RT-PCR(One-step RT-PCR)과 2단계 RT-PCR(two-step RT-PCR)의 비교는 다음과 같다. RT-PCR을 사용한 mRNA의 정량화는 1단계 또는 2단계 반응으로 달성할 수 있다. 두 접근 방식의 차이점은 절차를 수행할 때 사용되는 튜브의 수에 있다. 2단계 반응은 역전사효소 반응과 PCR 증폭이 별도의 튜브에서 수행되어야 한다. 2단계 접근 방식의 단점은 더 빈번한 시료 취급으로 인한 오염에 대한 민감성이다.
반면에 cDNA 합성에서 PCR 증폭까지의 전체 반응은 one-step 방식으로 단일 튜브에서 발생한다. 1단계 접근법은 단일 환경에서 모든 효소 반응을 포함하여 실험적 변동을 최소화하는 것으로 생각된다. 노동 집약적이고 오염되기 쉬운 cDNA 생성물을 PCR 반응에 피펫팅하는 단계를 제거한다. 최적화된 1단계 RT-PCR 조건이 있는 중합효소 인핸서인 억제제 내성 중합효소를 추가로 사용하면 전혈 및 혈청과 같은 미정제 또는 미정제 샘플에서 RNA의 역전사를 지원한다.
그러나 시작 RNA 템플릿은 1단계 접근 방식에서 분해되기 쉬우므로 동일한 샘플에서 반복 분석이 필요한 경우 이 접근 방식을 사용하지 않는 것이 좋다. 또한 1단계 접근 방식은 2단계 접근 방식에 비해 정확도가 떨어지는 것으로 보고된다. 또한 SYBR Green과 같은 DNA 결합 염료를 사용할 때 선호되는 분석 방법이다. 용융 온도의 간단한 변화를 통해 프라이머-이량체를 제거할 수 있기 때문이다. 그럼에도 불구하고, one-step approach는 biosensing에서 target RNA를 직접 빠르게 검출하기 위한 비교적 편리한 솔루션이다.

### 종말점 RT-PCR 대 실시간 RT-PCR
RT-PCR 제품의 정량화는 크게 종말점 PCR(end-point)과 실시간 PCR(real-time)의 두 가지 범주로 나눌 수 있다.종말점 RT-PCR의 사용은 적은 수의 샘플에서 유전자 발현 변화를 측정하는 데 선호되지만, real-time RT-PCR은 세계적인 규모로어레이 분석 또는 유전자 발현 변화에서 얻은 정량적 결과를 검증하는 표준 방법이 되었다.

#### 종말점 RT-PCR
종말점 RT-PCR의 측정 접근 방식은 ethidium bromide와 같은 형광 염료의 사용, phosphorimager를 사용한 PCR 산물의 P32 표지 또는 섬광 계수에 의한 유전자 발현 수준의 검출을 필요로 한다. 종점 RT-PCR은 일반적으로 상대, 경쟁 및 비교의 세 가지 다른 방법을 사용하여 달성된다.

##### 상대적 RT-PCR
상대적 RT-PCR(Relative RT-PCR)의 정량화에는 관심 유전자와 동시에 내부 대조군의 공동 증폭이 포함된다. 내부 대조군은 샘플을 정규화하는 데 사용된다. 정규화되면 mRNA의 여러 샘플에 걸쳐 상대적 전사체 풍부도를 직접 비교할 수 있다. 주의해야 할 한 가지 예방 조치는 내부 대조군이 실험적 처리의 영향을 받지 않도록 선택해야 한다는 것이다. 정확하고 의미 있는 결과를 얻으려면 발현 수준이 모든 샘플과 관심 mRNA에서 일정해야 한다. 결과의 정량화는 표적의 선형 범위와 제어 증폭을 비교하여 분석되기 때문에 분석을 시작하기 전에 시작 표적 분자의 농도와 증폭 속도를 고려하는 것이 중요하다. 분석 결과는 내부 제어 신호에 대한 유전자 신호의 비율로 표현되며, 이 값은 상대 표적 RNA 발현 추정에서 샘플 간의 비교에 사용할 수 있다.

##### 경쟁 RT-PCR
경쟁 RT-PCR(Competitive RT-PCR)기술은 절대 정량화에 사용된다. 여기에는 크기나 서열의 작은 차이로 표적 RNA와 구별할 수 있는 합성 "경쟁자" RNA의 사용이 포함된다. 정확한 결과를 위해서는 합성 RNA의 디자인이 순서가 동일하지만 표적 RNA보다 약간 짧은 것이 중요하다. 일단 설계 및 합성되면 알려진 양의 경쟁자 RNA가 실험 샘플에 추가되고 RT-PCR을 사용하여 표적과 공동 증폭된다. 그런 다음, 경쟁자 RNA의 농도 곡선이 생성되고 내인성 전사체에서 생성된 RT-PCR 신호를 비교하여 샘플에 존재하는 표적의 양을 결정하는 데 사용된다.

##### 비교 RT-PCR
비교 RT-PCR(Comparative RT-PCR)은 표적 RNA가 관련되지 않은 서열의 내부 표준과 단일 반응 내에서 증폭 시약을 놓고 경쟁한다는 점에서 경쟁 RT-PCR과 유사하다. 반응이 완료되면 결과를 외부 표준 곡선과 비교하여 표적 RNA 농도를 결정한다. 상대적이고 경쟁적인 정량화 방법과 비교하여 비교 RT-PCR은 조사자가 파일럿 실험을 수행할 필요가 없기 때문에 사용하기 더 편리한 방법으로 간주된다. 상대 RT-PCR에서는 mRNA의 기하급수적 증폭 범위가 미리 정해져야 하고, 경쟁적 RT-PCR에서는 합성 경쟁자 RNA가 합성되어야 한다.

#### 실시간 RT-PCR
지난 몇 년 동안 새로운 형광 DNA 라벨링 기술의 출현으로 실시간으로 PCR 산물을 분석하고 검출할 수 있게 되었고 결과적으로 유전자 발현 분석을 위한 실시간 RT-PCR(real time PCR)이 널리 채택되게 되었다. real-time RT-PCR은 이제 유전자 발현의 정량화를 위한 선택 방법일 뿐만 아니라, 어레이 분석 및 글로벌 규모의 유전자 발현으로부터 결과를 얻는 데 선호되는 방법이기도 하다. 현재 PCR 제품의 실시간 RT-PCR 검출에 사용할 수 있는 4가지 다른 형광 DNA 탐침이 있다: SYBR 그린, TaqMan 탐침, 분자 비콘 탐침, 스콜피온 탐침이 그것이다. 이 모든 탐침은 형광 신호를 생성하여 PCR 산물을 검출할 수 있다.
SYBR Green 염료는 용액의 이중 가닥 DNA에 결합하여 형광 신호를 방출하지만, TaqMan 탐침, 분자 표지 및 스콜피온 탐침의 형광 생성은 염료 분자의 FRET(Förster Resonance Energy Transfer) 커플링 및 올리고뉴클레오티드 기질에 대한 소광제 모이어티에 의해 나온다. 실시간 RT-PCR로 얻은 결과를 정량화하기 위해 일반적으로 표준곡선법과 비교역치법이 사용된다.

##### SYBR 그린
SYBR 그린(SYBR Green)은 PCR product의 이중 가닥 DNA와 결합하여 excitation시 빛을 발하게 된다. PCR 산물이 축적됨에 따라 형광 강도가 증가한다. 이 기술은 결합 특이성이 부족하여 탐침 설계가 필요하지 않기 때문에 사용하기 쉽다. 그러나, 염료는 PCR 산물과 프라이머-이량체로부터 이중 가닥 DNA를 구별하지 않기 때문에 표적 농도의 과대 평가는 일반적인 문제이다. 정확한 정량화가 절대적으로 필요한 경우 결과 검증을 위한 추가 분석을 수행해야 한다. 그럼에도 불구하고 Real-Time RT-PCR 생성물 검출 방법 중 SYBR Green이 가장 경제적이고 사용이 간편하다.

##### TaqMan 탐침
TaqMan 탐침은 5' 말단에 형광 탐침이 부착되고 3' 말단에 소광제가 부착된 올리고뉴클레오티드이다. PCR 증폭 동안 이 탐침은 앰플리콘에 위치한 표적 서열에 혼성화하고 중합효소가 TaqMan이 결합된 주형을 복제할 때 중합효소 5'-뉴클레아제 활성으로 인해 형광 탐침도 절단한다. 켄치 분자와 형광 탐침 사이의 근접성은 일반적으로 FRET를 통해 형광이 검출되는 것을 방지하기 때문에 디커플링은 탐침 절단 주기의 수에 비례하여 형광 강도의 증가를 초래한다. 잘 설계된 TaqMan 탐침은 정확한 실시간 RT-PCR 결과를 생성하지만 분석된 각 mRNA 표적에 대해 별도의 탐침을 만들어야 하는 경우 합성하는 데 비용과 시간이 많이 걸린다. 또한 이러한 탐침은 빛에 민감하므로 분해를 방지하기 위해 분취량으로 조심스럽게 동결해야 한다.

##### 분자 비콘 탐침
TaqMan 탐침와 유사하게 분자 비콘 탐침(Molecular beacon probes)은 5' 말단에 형광 탐침이 부착되고 올리고뉴클레오티드 기질의 3' 말단에 소광제가 부착된 FRET 검출도 사용한다. 그러나 TaqMan 형광 탐침은 증폭 중에 절단되는 반면 분자 비콘 탐침은 손상되지 않고 각 반응 주기 동안 새로운 표적에 다시 결합한다. 용액에 자유 상태일 때 형광 탐침와 소광제 분자의 근접성은 FRET를 통한 형광을 방지한다. 그러나 분자 비콘 탐침이 표적에 혼성화되면 형광 염료와 소광제가 분리되어 여기 시 빛이 방출된다. TaqMan 탐침와 마찬가지로 분자 비콘은 합성하는 데 비용이 많이 들고 각 RNA 표적에 대해 별도의 탐침이 필요하다.

##### 스콜피온 탐침
분자 표지와 같은 스콜피온 탐침(scorpion probes)은 5' 말단의 형광 탐침이 올리고뉴클레오티드의 3' 말단의 모이어티에 의해 켄칭되기 때문에 혼성화되지 않은 상태에서는 형광 활성이 아니다. 그러나 Scorpions의 경우 3' 말단에는 5' 말단에 있는 프라이머의 확장 산물에 상보적인 서열도 포함된다. 스콜피온 확장이 앰플리콘의 보체에 결합하면 스콜피온 구조가 열리고 FRET을 방지하고 형광 신호를 측정할 수 있다.

##### 다중 탐침
TaqMan 탐침, 분자 비콘 탐침 및 스콜피온을 사용하면 단일 튜브에서 PCR 산물을 동시에 측정할 수 있다. 이것은 각기 다른 형광 염료가 특정 방출 스펙트럼과 연관될 수 있기 때문에 가능하다. 멀티플렉스 탐침을 사용하면 테스트 유틸리티를 손상시키지 않으면서 시간과 노력을 절약할 수 있을 뿐만 아니라 유전자 결실 분석, 돌연변이 및 다형성 분석, 정량 분석 및 RNA 검출과 같은 광범위한 연구 분야에 적용할 수 있어서 다수의 실험실에서 매우 잘 사용하는 기술이다.

## 영향
그동안 형질 변환의 원인으로 DNA 염기 서열 변화와 재조합만 알려졌다. 그러나 DNA 염기 서열 변화 없이도 유전자 발현 패턴 및 유전자 발현의 활성화가 조절되고 이것이 다음 세대로 유전되는 현상이 발견되었다. 이 현상의 예로는 DNA 아세틸화, 메틸화, 포스포릴화, 유비퀴틸화 등 여러 가지 형태가 있는데, 이들 중 DNA 메틸화(methylation)연구가 가장 잘 알려져 있다. 이에 대해 연구하는 학문이 후성유전학이다.(수정 필요 : 아세틸화, 유비퀴틸화가 일어나는 후성유전학적 반응은 DNA가 아닌 Histone에 발생합니다.)
위에서 언급한 methylation은 시토신(C)의 피리미딘 고리 C5 자리에 메틸기가 붙는 메틸화에 의해서도 유전자의 발현양상이 변한다. 이 반응은 시토신 뒤에 구아닌(G)이 올 때에만 일어나고 이를 CpG site라 한다. DNA 메틸기전달효소(DNMT)에 의해서만 매개되며 포유류에서 3 종류 (DNMT1, DNMT3a, DNMT3b)가 존재하고, S-adenosyl-methionine이 메틸기 주개로 작용한다. 이 배열에서 시토신이 메틸화 되는 경우가 많고, 인간게놈의 경우는 전체 시토신 중 3~5%가 메틸화되어 있다. 이러한 CpG는 진화과정에서 그 비율이 점점 감소했고, 게놈에 존재하는 CpG의 메틸화 정도와 양상은 종에 따라 다르고, 조직에 따라서도 다른 특이성을 갖는다.

## 같이 보기
- 중합효소 연쇄 반응
- 실시간 중합효소 연쇄 반응
- 메틸화